# Lijst van presidenten van Ethiopië
Hieronder volgt een lijst van presidenten van Ethiopië.

## Presidenten van Ethiopië (1974-heden)

### Presidenten van deProvisorische Militaire Bestuurlijke Raad(1974-1987)
| President | President                     | Ambtstermijn            | Ambtstermijn            |
| --------- | ----------------------------- | ----------------------- | ----------------------- |
|           | Aman Mikael Andom (1924-1974) | 12 september 1974       | 17 november 1974        |
|           | Mengistu Haile Mariam (1937)  | 17 t/m 28 november 1974 | 17 t/m 28 november 1974 |
|           | Tafari Benti (1921-1977)      | 28 november 1974        | 3 februari 1977         |
|           | Mengistu Haile Mariam (1937)  | 11 februari 1977        | 10 september 1987       |

### Presidenten van deDemocratische Volksrepubliek Ethiopië(1987-1991)
| President | President                       | Ambtstermijn       | Ambtstermijn       |
| --------- | ------------------------------- | ------------------ | ------------------ |
|           | Mengistu Haile Mariam (1937)    | 10 september 1987  | 21 mei 1991        |
|           | Tesfaye Gebre Kidan (1934-2004) | 21 t/m 28 mei 1991 | 21 t/m 28 mei 1991 |

### Presidenten van deFederale Democratische Republiek Ethiopië(1991-heden)
| President | President                       | Ambtstermijn     | Ambtstermijn     |
| --------- | ------------------------------- | ---------------- | ---------------- |
|           | Meles Zenawi (1955-2012)        | 28 mei 1991      | 22 augustus 1995 |
|           | Negasso Gidada (1943-2019)      | 22 augustus 1995 | 8 oktober 2001   |
|           | Girma Wolde-Giorgis (1924-2018) | 8 oktober 2001   | 7 oktober 2013   |
|           | Mulatu Teshome (1955)           | 7 oktober 2013   | 25 oktober 2018  |
|           | Sahle-Work Zewde (1950)         | 25 oktober 2018  | 7 oktober 2024   |
|           | Taye Atske Selassie (1956)      | 7 oktober 2024   | heden            |